# 이시카와 다다후사 (1582년)
이시카와 다다후사(일본어: 石川忠総)는 아즈치모모야마 시대부터 에도 시대 전기까지의 무장, 다이묘이다. 미노 오가키번 제3대 번주, 분고 히타번주, 시모사 사쿠라번주, 오미 제제번 초대 번주를 지냈다. 이에나리류 이시카와가(家成流石川家) 제3대 당주. 이시카와 다다후사 유서(石川忠総留書)의 저자.
오다와라번주 오쿠보 다다치카의 차남으로 태어나 오가키번주이자 외조부 이시카와 이에나리의 양자로 입적하였으나 본래는 오가키 초대 번주이자 다다후사의 외숙 이시카와 야스미치가 이에나리보다 먼저 병사하여 야스미치의 아들 다다요시에 후사를 맡기려 했으나 이에나리 사후 다다요시의 어린나이를 빌미로 오고쇼 이에야스는 다다후사가 오가키 번을 이어 받으란 명을 내리게 된다.
| 전임 이시카와 이에나리 | 제3대 오가키번 번주 (이시카와가) 1609년 ~ 1616년 | 후임 마쓰다이라 다다요시 |

|  | 히타번 번주 (이시카와가) 1616년 ~ 1633년 | 후임 막부령(마쓰다이라 나오노리) |

| 전임 도이 도시카쓰 | 사쿠라번 번주 (이시카와가) 1633년 ~ 1634년 | 후임 마쓰다이라 이에노부 |

| 전임 스가누마 사다요시 | 제1대 제제번 번주 (이시카와가) 1634년 ~ 1650년 | 후임 이시카와 노리유키 |